# كيدانس لأنظمة التصميم
كيدانس (Cadence Design Systems) هي شركة أمريكية متعددة الجنسيات متخصصة في برمجيات أتمتة التصميم الإلكتروني (EDA) والخدمات الهندسية المتعلقة به، تأسست الشركة في عام 1988 عن طريق اندماج بين SDA وECAD, Inc، تنتج الشركة برمجيات وعتاد لتصميم الدوائر المتكاملة، ونظم على رقائق (SoCs) ولوحات الدوائر المطبوعة.

## نظرة عامة
يوجد مقر شركة كيدانس الرئيسي في سان خوسيه في كاليفورنيا، وتعتبر من الشركات الموردة لبرمجيات وتقنيات وخدمات أتمتة التصميم الإلكتروني (EDA). وتقوم الشركة بتطوير البرامج المستخدمة لتصميم الرقائق الإلكترونية، ولوحات الدوائر المطبوعة، فضلا عن امتلاكها لحقوق الملكية الفكرية (IP) التي تغطي مجموعة واسعة من المجالات، بما في ذلك وحدات الذاكرة، والدوائر التناظرية وغيرها.

## الدعاوى القضائية

### شركة أفانتي
تورطت كيدانس في نزاع قضائي لمدة 6 سنوات مع شركة أفانتي، حيث ادعت كيدانس أن شركة أفانتي قامت بسرقة كود خاص بها، بينما أنكرت شركة أفانتي ذلك، وقضت المحكمة لشركة كيدانس بمئات الملايين من الدولارات كتعويض، مما أدى لبيع شركة أفانتي إلى شركة سينوبسيس، والتي دفعت مبلغ 265 مليون دولار لتسوية الدعوة القضائية، وكانت سابقة قضائية.

### منتور جرافيكس
تورطت كيدانس في نزاع قضائي مع شركة منتور جرافيكس، حيث اشترت منتور جرافيكس شركة أبتيكس Aptix، ورفعت دعوى قضائية ضد كيدانس، فقام الرئيس التنفيذي لأبتيكس بتزويير مذكرة لتقوية موقف شركته في القضية، وعندما ثارت الشكوك قام بترهيب الشهود وتهديد القاضي.

## وصلات خارجية
- الموقع الرسمي
- وصلات البرنامج
- مجتمع كيدانس (مستخدمين)